# Europresse (Internet)
Pour les articles homonymes, voir Europresse.
 (avril 2020).
Europresse est une base de données d'informations accessible sur abonnement par Internet. Europresse.com a été créée en 1999 par CEDROM-SNi, qui distribuait à l’époque les cédéroms d’archives de plusieurs éditeurs français, dont Le Monde. Il s'agit aujourd'hui d'une filiale du groupe Cision. 

## Description
Europresse propose aux entreprises et organismes publics abonnés une veille et de l’analyse médias, de rechercher des informations dans des millions de documents, de créer des newsletters et des rapports personnalisés, ainsi détection d’influenceurs sur les médias sociaux. 
Europresse propose également aux bibliothèques abonnées de mettre à disposition des usagers des accès sur place ou à distance à l’information, de faire des recherches dans la base d’archive (depuis 1944 pour Le Monde, par exemple), de consulter des sources en version PDF, de partager des dossiers d’information entre les bibliothécaires ou professeurs et leurs élèves, etc. 

## Historique
Implantée au Canada et en France, la société CEDROM-SNi commercialise les solutions Eureka.cc au Canada et Europresse.com en Europe. 
En janvier 2004, elle acquiert l’agrégateur de presse française DIVA-Press, société sœur de l’Agefi, et l'intègre à Europresse.com. En 2010, elle acquiert la société GutenbergPresse. 
Depuis 2012, Europresse.com propose un module de surveillance des principaux médias sociaux pour les entreprises.
En 2013 Europresse.com a lancé son module Analytik à ses outils de surveillance.
La prestation est utilisée par des clients privés ainsi que de nombreuses médiathèques, bibliothèques, lycées, bibliothèques universitaires et grandes écoles et instituts français à l’étranger. Sa popularité au sein des établissements d'enseignement supérieur a conduit à la création d'extensions de navigateur permettant d'utiliser Europresse pour contourner les paywall des éditeurs de presse en ligne,.

## Concurrents
- Pour les pays anglophones (notamment États-Unis et Royaume-Uni)  : InsideView.
- Pour les pays francophones : L'Argus de la Presse.
- Pour les pays russophones : Medialogia (IBS Group), RussoScopie/Integrum WW, Eastview.